# Озёрный гольян
Озёрный гольян, или мундушка (лат. Rhynchocypris percnurus) — вид лучепёрых рыб семейства карповых (Cyprinidae).

## Описание
Максимальная длина тела 18,5 см, обычно до 9 см. По литературным данным в озёрах Зауралья и Восточной Сибири может достигать длины 15 см и массы 100 г. Спина зеленовато-серая, бока золотистые, с зеленоватым отливом, на них иногда имеются мелкие тёмные пятна. Спинной и хвостовой плавники зеленовато-серого цвета, грудные, брюшные и анальный — желтоватые, иногда красноватые. Радужина золотистого цвета. Окраска сильно варьирует по своей интенсивности в связи с цветом и прозрачностью воды в водоемах. Тело высокое, толстое, по своей форме несколько напоминает тело линя. Рот небольшой, слегка приподнятый вверх. Глоточные зубы двухрядные, несколько сжатые по бокам. На верхней части образуют гребень с крючком наверху. На первой жаберной дуге находится 8-9 жаберных тычинок. Плавники весьма короткие, закруглённые на вершине. Хвостовой плавник слабовыемчатый. Спинной плавник идет несколько позади основания брюшных, характеризуется тремя не ветвистыми и 6-8 ветвистыми лучами, анальный — соответственно 3 и 7. Чешуя плотная, на брюхе и горле более мелкого размера. Боковая линия прерывистая, доходящая до конца основания анального плавника. Брюхо между брюшными и анальным плавниками закругленное.

## Ареал
Населяет замкнутые пресноводные водоемы бассейна Северного Ледовитого океана (от Северной Двины до Колымы) и Охотского моря; Анадырь, Суйфун, Сахалин, бассейна Амура, бассейны Каспийского (бассейн Средней Волги) и Чёрного морей.
На Украине известен из водоёмов бассейнов Верхнего и Среднего Днепра, в частности в бассейнах верхнего течения Припяти, Десны, Остра, Трубежа, Ворсклы, Супоя, Сожа, Стохода, Здвижа, а также с уже исчезнувших озёр окрестностей Киева. В 2004 году отмечен в бассейне Северского Донца (озеро Боровое).

## Биология
Пресноводная стайная придонная рыба, встречающаяся преимущественно в небольших мелководных замкнутых, стоящих или частично проточных водоемах с песчано-илистым или илистым грунтом, с развитой водной растительностью. Избегает русловых участков рек. Большую часть жизни проводит в придонных слоях воды, только изредка поднимаясь к поверхности в поисках пищи. Молодняк питается планктоном. Взрослые питаются водорослями, червями, насекомыми и их личинками, высшей растительностью, а также икрой рыб и амфибий. Зиму проводит зарывшись в ил.
Половой зрелости достигает в 2 года (при длине более 4 см.). Нерест происходит в мае-июле. Икра клейкая. Самки откладывают её несколькими порциями в прибрежной зоне на водной растительности.

## Охрана
Вид включён в Красную книгу Украины (2009) и Беларуси. Причины сокращения численности на Украине: осушение болот и пойменных водоёмов, торфоразработки, гидромелиоративные работы.